# Капучини (Терни)
Капучини је насеље у Италији у округу Терни, региону Умбрија.
Према процени из 2011. у насељу је живело 71 становника. Насеље се налази на надморској висини од 438 м.